# Ille (Fluss)
Die Ille ist ein Fluss in Frankreich, der im Département Ille-et-Vilaine in der Region Bretagne verläuft. Sie entspringt unter dem Namen Ruisseau de la Guzardière beim gleichnamigen Weiler Guzardière an der Gemeindegrenze von Dingé und Saint-Léger-des-Prés, entwässert generell in südlicher Richtung und erreicht bei Montreuil-sur-Ille den Canal d’Ille-et-Rance. Diesem dient sie als kanalisierter Fluss bis zu ihrer Einmündung als rechter Nebenfluss in die Vilaine, mitten in der Stadt Rennes. Ihre Länge beträgt rund 49 Kilometer. Im Bereich des Canal d’Ille-et-Rance ist die Ille schiffbar. Der Kanal wird heute aber nur mehr touristisch von Sport- und Hausbooten genutzt.

## Orte am Fluss
- Montreuil-sur-Ille
- Saint-Médard-sur-Ille
- Saint-Germain-sur-Ille
- Chevaigné
- Betton
- Saint-Grégoire
- Rennes